# Zoological Journal of the Linnean Society
O Zoological Journal of the Linnean Society é um periódico científico revisado por pares que cobre zoologia, publicado pela Oxford University Press em nome da Linnean Society of London. O editor-chefe é Jeffrey Streicher, herpetólogo do Museu de História Natural de Londres. Criado em 1856 como Journal of the Proceedings of the Linnean Society of London: Zoology, foi renomeado Journal of the Linnean Society of London, Zoology em 1866, posteriormente obtendo seu título atual em 1969.

## Resumo e indexação
O periódico é resumido e indexado em:
- Aquatic Sciences & Fisheries Abstracts
- Biological Abstracts[2]
- BIOSIS Previews[3]
- CAB Abstracts[4]
- EBSCO databases
- Current Contents/Agriculture, Biology & Environmental Sciences[3]
- GeoRef
- Global Health
- InfoTrac
- ProQuest databases
- Science Citation Index[3]
- Scopus[5]
- VINITI Database RAS
- The Zoological Record[3]

De acordo com o Journal Citation Reports, o periódico tem um fator de impacto de 3,286 em 2020.